# Marius Chemla
Pour les articles homonymes, voir Chemla.
Marius Chemla est un universitaire français né à La Goulette (Tunisie) le 6 novembre 1927 et mort à Paris le 3 juillet 2005. 
Fils de Victor Chemla, artisan bijoutier, et de Julie Samama, il épousa Laure Valensi le 30 décembre 1956. Ils eurent trois filles : Florence, Françoise et Corinne.

## Études
Marius Chemla fait ses études secondaires au lycée Carnot de Tunis. Il obtient le baccalauréat série mathématiques élémentaires en 1945 puis prépare le certificat d'études supérieures préparatoire de mathématiques, physique et chimie à la faculté des sciences de l'université d'Alger. Il poursuit de 1946 à 1949 ses études supérieures à l'université de Paris, à la fois à l'institut de chimie (diplôme d'ingénieur) et à la faculté des sciences (licence ès sciences physiques).

## Carrière
Marius Chemla rejoint après la fin de ses études supérieures en 1949 le laboratoire de physique nucléaire de Frédéric Joliot-Curie au Collège de France, d'abord comme attaché de recherche du Centre national de la recherche scientifique puis comme chargé de recherche après l'obtention du doctorat ès sciences physiques (faculté des sciences de l'université de Paris) en 1954, et enfin comme sous-directeur de laboratoire du Collège de France en 1958, responsable de la direction de l'équipe de chimie nucléaire. Il est ensuite nommé en 1963 maître de conférences de chimie pour le certificat d'études supérieures préparatoires de mathématiques, physique et chimie à la faculté des sciences de Paris (centre d'Orsay, laboratoire de chimie isotopique), puis faculté des sciences d'Orsay et obtient le titre de professeur sans chaire en 1966. Transféré à la faculté des sciences de Paris en 1967, il prend la tête du laboratoire d'électrochimie et est affecté à l'université Paris VI à sa création en 1971. Il y sera durant de nombreuses années le directeur de l'unité d'enseignement et de recherche de chimie-physique.

## Œuvres
- La séparation des isotopes (en coll., 1974)
- Traité d'électricité (en coll., 1975)
- Encyclopaedia Electrochemistry of the Elements (en coll., 1981)

## Prix et distinctions
- Grand Prix Pierre Süe de la Société française de chimie (1984)[2]
- Lauréat de l'Académie des sciences (1987)
- Chevalier de l'Ordre des Palmes académiques
- Chevalier de l'Ordre national du Mérite